# 克里斯特爾 (緬因州)
克里斯特爾（英語：Crystal）是一個位於美國緬因州阿魯斯圖克縣的市鎮。

## 人口
根據2020年美國人口普查的數據，克里斯特爾的面積為104.71平方千米，當中陸地面積為104.63平方千米，而水域面積為0.08平方千米。當地共有人口248人，而人口密度為每平方千米2人。